# Comic Sans
(Vincent Connare, creatore del Comic Sans)
Il Comic Sans è un carattere progettato dalla Microsoft Corporation con l'intenzione di imitare i caratteri dei fumetti (in inglese comic). Fu inventato dal designer Vincent Connare nel 1994 e fu inserito per la prima volta nel Microsoft Plus! di Windows 95.
Il Comic Sans è usato sia nella stampa sia nei fumetti (in particolare nei webcomic) ed è attualmente uno dei tipi di carattere Microsoft più usati. Per lo stile spiccatamente naïf, l'uso di questo font in situazioni tipografiche non appropriate è deprecato.

## Storia
Il designer Microsoft Vincent Connare cominciò a lavorare sul Comic Sans nell'ottobre 1994. Connare aveva già creato un certo numero di font del genere e prese l'idea dai fumetti di aiuto di Microsoft Bob, un'interfaccia user-friendly per Windows 3.1. Il font non venne mai incluso in MS Bob, ma i programmatori di 3D Movie Maker scelsero il Comic Sans per le vignette di aiuto. Fu quindi incluso come font standard nella versione OEM di Windows 95. In ultimo divenne uno dei font di default per Microsoft Publisher e per Microsoft Internet Explorer. È stato anche usato in Microsoft Comic Chat, che veniva fornita nel 1996 con Internet Explorer 3.0, e incluso nei Core fonts for the Web.
Il font è disponibile anche su MacOS e Windows Phone; non è invece installato su Android, iOS e Linux.

## Uso

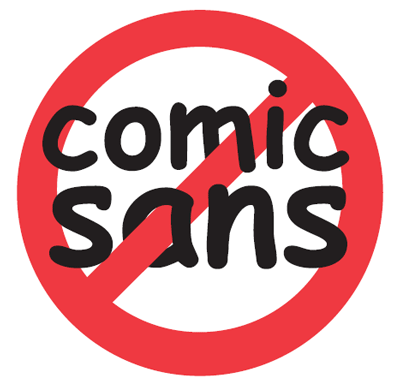
Logo di bancomicsans.com

Essendo disponibile su numerosi dispositivi, il font è divenuto rapidamente di largo uso. Alcuni designer infatti affermano che, nel giro di quattro anni dalla sua inclusione nel sistema operativo Windows, il carattere è divenuto d'uso comune anche in ambiti formali, come ad esempio in documenti ufficiali o su lapidi commemorative.
Due grafici di Indianapolis, Dave e Holly Combs, hanno lanciato una ironica campagna per la sua abolizione creando il sito bancomicsans.com, che ha generato anche numerosi oggetti di merchandising quali adesivi, cappelli, tazze, e magliette firmate Ban Comic Sans.
In risposta, Connare afferma che non era sua intenzione fare del Comic Sans un vero e proprio carattere, ma di utilizzarlo solo nei software destinati ai bambini. Un esempio della sua natura informale è il simbolo dell'Euro (€), che, in alcune versioni del font, ha un "occhio" che lo rende simile a un volto.

Simbolo dell'euro nel Comic Sans MS, con un occhio nella parte terminale in alto

### Usi rilevanti
Dal 2012 l'editor shareware Chocolat presenta la funzionalità di cambiare il font in Comic Sans una volta terminata la licenza della versione dimostrativa. Tale funzionalità viene denominata "Comic Sans Persuasion System".
Il carattere Comic Sans è stato usato il 4 luglio 2012 dalla fisica e leader di ATLAS Fabiola Gianotti nella conferenza stampa indetta dal CERN per la presentazione delle ricerche sul bosone di Higgs, suscitando ironia e critiche su Twitter per l'uso di questo carattere, ritenuto poco adatto al contesto e all'importanza della scoperta.
Sans, personaggio del videogioco Undertale, prende il nome dal font topografico, il quale è usato come carattere per scrivere i suoi dialoghi.